# Томас Тейлор (письменник)
Томас Тейлор (англ. Thomas Taylor, *22 травня 1973, Норфолк, Англія) — англійський дитячий письменник. Походить з родини мореплавців, але сам вирішив стати ілюстратором. Ледве закінчивши вищий навчальний заклад (Anglia Ruskin University) Томас Тейлор отримує своє перше замовлення – обкладинку до книжки Гаррі Поттер і філософський камінь. Після цього художник не лише проілюстрував сотні книг, але й сам почав писати їх.

## Українські видання
Перша книжка в серії «Легенди Морського Аду» під назвою «Маламандер» дитячого письменника та ілюстратора Томаса Тейлора вийшла у 2020 році у Видавництві Старого Лева й одразу здобула популярність і увагу читачів.. У 2021 вийшло продовження захопливого фентезі «Ґарґантіс», а в 2022 - третя частина «Жахотінь».
- Маламандер [Архівовано 2 листопада 2021 у Wayback Machine.] / Томас Тейлор ; пер.з англ. Марта Сахно. — Львів : Видавництво Старого Лева, 2020. — 435 с. — ISBN 978-617-679-803-3.
- Ґарґантіс [Архівовано 2 листопада 2021 у Wayback Machine.] / Томас Тейлор ; пер. з англ. Марта Сахно. — Львів : Видавництво Старого Лева, 2021. — 408 с. — ISBN 978-617-679-935-1.
- Жахотінь [Архівовано 30 вересня 2022 у starylev.com.ua] / Томас Тейлор ; пер. з англ. Марта Сахно. — Львів : Видавництво Старого Лева, 2022. — 416 с. — ISBN 978-966-448-046-5.